# Waldo Machado
Waldo Machado da Silva (9. září 1934, Niterói – 25. února 2019, Burjassot), známý jen jako Waldo, byl brazilský fotbalista.
Hrál útočníka hlavně za Fluminense a Valencii. Je nejlepším střelcem v historii Fluminense a v historii Veletržního poháru.

## Hráčská kariéra
Waldo hrál za brazilské kluby Madureira a Fluminense a za španělské kluby Valencia CF a Hércules Alicante. S 319 góly je nejlepším střelcem v historii Fluminense a s 31 góly je nejlepším střelcem v historii Veletržního poháru, který s Valencií 2× vyhrál.
V reprezentaci hrál 5 zápasů a dal 2 góly.

## Úspěchy

### Klub
Fluminense
- Campeonato Carioca: 1959
- Torneio Rio-São Paulo: 1957, 1960

Valencia
- Veletržní pohár: 1961–62, 1962–63
- Copa del Generalísimo: 1966–67

### Reprezentace
Brazílie
- Taça do Atlântico: 1960

### Individuální
- Král střelců Campeonato Carioca: 1956
- Král střelců Torneio Rio-São Paulo: 1957, 1960
- Král střelců španělské ligy: 1966–67
- Nejlepší střelec v historii Veletržního poháru (31 gólů)